# Artur Adson

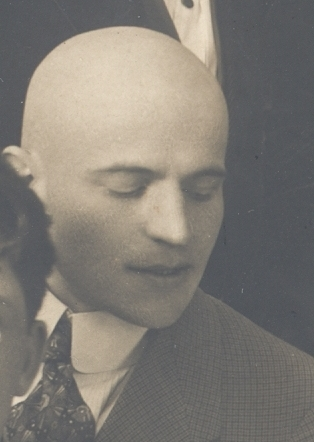
Artur Adson (1917)

Artur Adson (* 3. Februar 1889 in Tartu; † 5. Januar 1977 in Stockholm) war ein estnischer Dichter, Schriftsteller und Theaterkritiker.

## Frühe Jahre
Artur Adson (eigentlich Karl Arthur Adson) besuchte die Schule in Tartu, Sänna und Võru. Nach dem Abitur lernte er zunächst Geodäsie in Pskow. 1925/26 studierte er Literaturwissenschaft an der Universität Tartu. Artur Adson war als Landvermesser, Journalist und Theaterkritiker in Estland und Russland tätig. Er traf 1913 mit Marie Under zusammen. Sie hatte sowohl persönlich als auch literarisch starke Wirkung auf ihn. 1927 heirateten beide.

## Schriftsteller
Ab 1917 gehörte Artud Adson der Künstlergruppierung Siuru an. Die teilweise sehr erotischen, lebensbejahenden Gedichte übten großen Einfluss auf die estnische Literatur aus. Später war Adson auch in der Gruppierung Tarapita aktiv. Daneben war Adson einer der herausragendsten Dichter im südestnischen Dialekt. Seine Lyrik in Võro gehört bis heute zu den gelungensten Gedichten. Als oft konservativer Theater- und Literaturkritiker übte er Einfluss auf die Kulturszene der Republik Estland aus.

## Exil
Mit der sowjetischen Besetzung Estlands mussten Artur Adson und Marie Under ins schwedische Exil fliehen. Dort fand er Arbeit in einem Archiv. Beide blieben jedoch weiterhin der estnischen Literatur treu.

## Gedichtbände
- "Henge palango" (1917)
- "Vana laterna" (1919)
- "Roosikrants" (1920)
- "Kaduvik" (1927)
- "Katai, kibuvits nink kivi" (1928)
- "Pärlijõgi" (1931)
- "Lehekülg ajaraamatust" (1937)
- "Rahumäe kannel" (1973)

## Theaterstücke
- Läheb mööda (1923)
- Toomapäev (1928)
- Neli Kuningat (1931)
- Lauluisa ja Kirjaneitsi (1930)
- Iluduskuninganna (1932)

## Deutsche Übersetzungen
Von Artur Adson ist ein einziges Gedicht ins Deutsche übertragen und 1941 in der Berliner Börsen-Zeitung erschienen.

## Sekundärliteratur
- Sirje Kiin: Marie Under ja Artur Adson, in: Looming 10/2009, S. 1389–1409.
- Vaapo Vaher: Adson Hiiumaal. Peatükk saare kirjandusloost, in: Looming 5/2015, S. 695–717.
- Mart Velsker: Henrik Visnapuu, Artur Adson ja lõunaeestikeelne luule, in: Looming 9/2017, S. 1352–1359.